# یاپارساز
یاپارساز (انگلیسی: Yaparsaz) یک شهرک در شهرستان زیلایرسکی استان باشقیرستان کشور روسیه است.